# Iglesia de Santa María (Vallmoll)

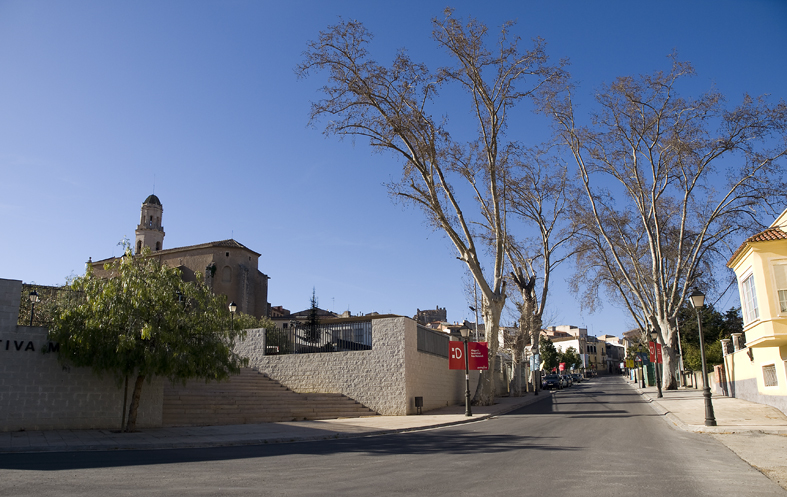
Iglesia de Santa María en una vista general de Vallmoll.

Santa María de Vallmoll es la iglesia parroquial de Vallmoll (Alto Campo) en la provincia de Tarragona. Está protegida como Bien Cultural de Interés Local.
La parroquia incluye la ermita de la Virgen del Rosario y las parroquias sufragáneas de San Jaime de Els Garidells y Santa Magdalena de La Masó. Está adscrita al arciprestazgo del Alto Campo del arzobispado de Tarragona.

## Historia
El proyecto de ampliación de la antigua iglesia de Vallmoll data del 1771. Al año siguiente empezó a ser demolida, y asimismo se inició la construcción de la nueva, ejecutada por el maestro de obras Salvador Guinovart, bajo la dirección del arquitecto tarraconense Joan Antoni Rovira. La obra se finalizó el año 1775, y el 13 de junio de 1776 la iglesia fue bendecida por el arzobispo de Tarragona.
En 1936 fueron destruidos los retablos barrocos que contenía, entre los que se encontraba uno realizado por Antoni Pallars entre 1778 y 1793. De la iglesia anterior procede el Retablo de Vallmoll, una obra de 1447-1450 de Jaume Huguet, fragmentos del cual se encuentran repartidos entre el Museo Diocesano de Tarragona, el Museo Nacional de Arte de Cataluña y el Museo del Louvre.

## Descripción
El edificio de la iglesia es de tres naves con cuatro tramos. Los soportes son pilares y pilastras, y los arcos son de medio punto. La nave central se cubre con bóveda de cañón con lunetas. El coro se encuentra en los pies del templo. El campanario que se eleva a la izquierda de la fachada, tiene base cuadrada, dos cuerpos ochovados y remate de teja. La fachada presenta una disposición simétrica. La puerta, centrada, es de arco escarzano; la enmarcan molduras que representan dos pilastras que soportan una cornisa, sobre la cual hay una hornacina vacía, también enmarcada por molduras. Más arriba se sitúa una abertura circular enmarcada por un esgrafiado. El coronamiento de la fachada lo forma un frontón. Toda ella muestra un rebozado con imitación de sillares. La obra es de mampostería y sillares de piedra trabajada en los ángulos.